# ATC kód J01
ATC kód J01 Antibakteriální látky pro systémové užití je hlavní terapeutická skupina anatomické skupiny J. Protiinfekční léčiva pro systémové použití.

## J01A Tetracykliny

### J01AA Tetracykliny
J01AA01 Demeklocyklin
J01AA02 Doxycyklin
J01AA03 Chlortetracyklin
J01AA04 Lymecyklin
J01AA05 Metacyklin
J01AA06 Oxytetracyklin
J01AA07 Tetracyklin
J01AA08 Minocyklin
J01AA09 Rolitetracyklin
J01AA10 Penimepicyklin
J01AA11 Klomocyklin
J01AA12 Tigecyklin
J01AA13 Eravacyklin
J01AA20 Kombinace tetracyklinů
J01AA56 Oxytetracyklin, kombinace

## J01B Amfenikoly

### J01BA Amfenikoly
J01BA01 Chloramfenikol
J01BA02 Thiamfenikol
J01BA52 Thiamfenikol, kombinace

## J01C Beta-laktamová antibiotika, peniciliny

### J01CA Peniciliny se širokým spektrem
J01CA01 Ampicilin
J01CA02 Pivampicilin
J01CA03 Karbenicilin
J01CA04 Amoxicilin
J01CA05 Karindacilin
J01CA06 Bakampicilin
J01CA07 Epicilin
J01CA08 Pivmecilinam
J01CA09 Azlocilin
J01CA10 Mezlocilin
J01CA11 Mecilinam
J01CA12 Piperacilin
J01CA13 Tikarcilin
J01CA14 Metampicilin
J01CA15 Talampicilin
J01CA16 Sulbenicilin
J01CA17 Temocilin
J01CA18 Hetacilin
J01CA19 Aspoxicilin
J01CA20 Peniciliny se širokým spektrem, kombinace
J01CA51 Ampicilin, kombinace

### J01CE Peniciliny citlivé k působení beta-laktamáz
J01CE01 Benzylpenicilin
J01CE02 Fenoxymethylpenicilin
J01CE03 Propicilin
J01CE04 Azidocilin
J01CE05 Feneticilin
J01CE06 Penamecilin
J01CE07 Klometocilin
J01CE08 Benzathin-benzylpenicilin
J01CE09 Prokain-benzylpenicilin
J01CE10 Benzathin-fenoxymethylpenicilin
J01CE30 Peniciliny citlivé k působení beta-laktamáz, kombinace

### J01CF Peniciliny rezistentní k působení beta-laktamáz
J01CF01 Dikloxacilin
J01CF02 Kloxacilin
J01CF03 Meticilin
J01CF04 Oxacilin
J01CF05 Flukloxacilin
J01CF06 Nafcilin

### J01CG Inhibitory beta-laktamáz
J01CG01 Sulbaktam
J01CG02 Tazobaktam

### J01CR Kombinace penicilinů, včetně inhibitorů beta-laktamáz
J01CR01 Ampicilin a inhibitor beta-laktamázy
J01CR02 Amoxicilin a inhibitor beta-laktamázy
J01CR03 Tikarcilin a inhibitor beta-laktamázy
J01CR04 Sultamicilin
J01CR05 Piperacilin a inhibitor beta-laktamázy
J01CR50 Kombinace penicilinů

## J01D Jiná beta-laktamová antibiotika

### J01DB Cefalosporiny I. generace
J01DB01 Cefalexin
J01DB02 Cefaloridin
J01DB03 Cefalotin
J01DB04 Cefazolin
J01DB05 Cefadroxil
J01DB06 Cefazedon
J01DB07 Cefatrizin
J01DB08 Cefapirin
J01DB09 Cefradin
J01DB10 Cefacetril
J01DB11 Cefroxadin
J01DB12 Ceftezol

### J01DC Cefalosporiny II. generace
J01DC01 Cefoxitin
J01DC02 Cefuroxim
J01DC03 Cefamandol
J01DC04 Cefaklor
J01DC05 Cefotetan
J01DC06 Cefonicid
J01DC07 Cefotiam
J01DC08 Lorakarbef
J01DC09 Cefmetazol
J01DC10 Cefprozil
J01DC11 Ceforanid
J01DC12 Cefminox
J01DC13 Cefbuperazon
J01DC14 Flomoxef

### J01DD Cefalosporiny III. generace
J01DD01 Cefotaxim
J01DD02 Ceftazidim
J01DD03 Cefsulodin
J01DD04 Ceftriaxon
J01DD05 Cefmenoxim
J01DD06 Latamoxef
J01DD07 Ceftizoxim
J01DD08 Cefixim
J01DD09 Cefodizim
J01DD10 Cefetamet
J01DD11 Cefpiramid
J01DD12 Cefoperazon
J01DD13 Cefpodoxim
J01DD14 Ceftibuten
J01DD15 Cefdinir
J01DD16 Cefditoren
J01DD17 Cefkapen
J01DD18 Cefteram
J01DD51 Cefotaxim a inhibitor beta-laktamázy
J01DD52 Ceftazidim a inhibitor beta-laktamázy
J01DD54 Ceftriaxon, kombinace
J01DD62 Cefoperazon a inhibitor beta-laktamázy
J01DD63 Ceftriaxon a inhibitor beta-laktamázy
J01DD64 Cefpodoxim a inhibitor beta-laktamázy

### J01DE Cefalosporiny IV. generace
J01DE01 Cefepim
J01DE02 Cefpirom
J01DE03 Cefozopran

### J01DF Monobaktamy
J01DF01 Aztreonam
J01DF02 Karumonam

### J01DH Karbapenemy
J01DH02 Meropenem
J01DH03 Ertapenem
J01DH04 Doripenem
J01DH05 Biapenem
J01DH06 Tebipenem-pivoxil
J01DH51 Imipenem a cilastatin
J01DH52 Meropenem a vaborbaktam
J01DH55 Panipenem a betamipron

### J01DI Jiné cefalosporiny a penemy
J01DI01 Ceftobiprol-medokaril
J01DI02 Ceftarolin-fosamil
J01DI03 Faropenem
J01DI54 Ceftolozan a inhibitor beta-laktamázy

## J01E Sulfonamidy a trimethoprim

### J01EA Trimethoprim a deriváty
J01EA01 Trimethoprim
J01EA02 Brodimoprim
J01EA03 Iklaprim

### J01EB Sulfonamidy krátkodobě působící
J01EB01 Sulfisomidin
J01EB02 Sulfamethizol
J01EB03 Sulfadimidin
J01EB04 Sulfapyridin
J01EB05 Sulfafurazol
J01EB06 Sulfanilamid
J01EB07 Sulfathiazol
J01EB08 Sulfathiomočovina
J01EB20 Sulfonamidy krátkodobě působící, kombinace

### J01EC Sulfonamidy střednědobě působící
J01EC01 Sulfamethoxazol
J01EC02 Sulfadiazin
J01EC03 Sulfamoxol
J01EC20 Sulfonamidy střednědobě působící, kombinace

### J01ED Sulfonamidy dlouhodobě působící
J01ED01 Sulfadimethoxin
J01ED02 Sulfalen
J01ED03 Sulfametomidin
J01ED04 Sulfametoxydiazin
J01ED05 Sulfamethoxypyridazin
J01ED06 Sulfaperin
J01ED07 Sulfamerazin
J01ED08 Sulfafenazol
J01ED09 Sulfamazon
J01ED20 Sulfonamidy dlouhodobě působící, kombinace

### J01EE Kombinace sulfonamidů a trimethoprimu, včetně derivátů
J01EE01 Sulfamethoxazol a trimethoprim
J01EE02 Sulfadiazin a trimethoprim
J01EE03 Sulfametrol a trimethoprim
J01EE04 Sulfamoxol a trimethoprim
J01EE05 Sulfadimidin a trimethoprim
J01EE06 Co-tetroxazin (sulfadiazin a tetroxoprim)
J01EE07 Sulfamerazin a trimethoprim

## J01F Makrolidy, linkosamidy a streptograminy

### J01FA Makrolidy
J01FA01 Erythromycin
J01FA02 Spiramycin
J01FA03 Midekamycin
J01FA05 Oleandomycin
J01FA06 Roxithromycin
J01FA07 Josamycin
J01FA08 Troleandomycin
J01FA09 Klarithromycin
J01FA10 Azithromycin
J01FA11 Miokamycin
J01FA12 Rokitamycin
J01FA13 Dirithromycin
J01FA14 Flurithromycin
J01FA15 Telithromycin
J01FA16 Solithromycin

### J01FF Linkosamidy
J01FF01 Klindamycin
J01FF02 Linkomycin

### J01FG Streptograminy
J01FG01 Pristinamycin
J01FG02 Kvinupristin/dalfopristin

## J01G Aminoglykosidová antibiotika

### J01GA Streptomyciny
J01GA01 Streptomycin
J01GA02 Streptoduocin

### J01GB Jiné aminoglykosidy
J01GB01 Tobramycin
J01GB03 Gentamicin
J01GB04 Kanamycin
J01GB05 Neomycin
J01GB06 Amikacin
J01GB07 Netilmicin
J01GB08 Sisomicin
J01GB09 Dibekacin
J01GB10 Ribostamycin
J01GB11 Isepamicin
J01GB12 Arbekacin
J01GB13 Bekanamycin

## J01M Chinolonová antibakteriální léčiva

### J01MA Fluorochinolony
J01MA01 Ofloxacin
J01MA02 Ciprofloxacin
J01MA03 Pefloxacin
J01MA04 Enoxacin
J01MA05 Temafloxacin
J01MA06 Norfloxacin
J01MA07 Lomefloxacin
J01MA08 Fleroxacin
J01MA09 Sparfloxacin
J01MA10 Rufloxacin
J01MA11 Grepafloxacin
J01MA12 Levofloxacin
J01MA13 Trovafloxacin
J01MA14 Moxifloxacin
J01MA15 Gemifloxacin
J01MA16 Gatifloxacin
J01MA17 Prulifloxacin
J01MA18 Pazufloxacin
J01MA19 Garenoxacin
J01MA21 Sitafloxacin
J01MA22 Tosufloxacin
J01MA23 Delafloxacin

### J01MB Jiné chinolony
J01MB01 Rosoxacin
J01MB02 Kyselina nalidixová
J01MB03 Kyselina piromidová
J01MB04 Kyselina pipemidová
J01MB05 Kyselina oxolinová
J01MB06 Cinoxacin
J01MB07 Flumechin
J01MB08 Nemonoxacin

## J01R Kombinace antibakteriálních léčiv

### J01RA Kombinace antibakteriálních léčiv
J01RA01 Peniciliny, kombinace s jinými antibakteriálními léčivy
J01RA02 Sulfonamidy, kombinace s jinými antibakteriálními léčivy (kromě trimethoprimu)
J01RA03 Cefuroxim a metronidazol
J01RA04 Spiramycin a metronidazol
J01RA05 Levofloxacin a ornidazol
J01RA06 Cefepim a amikacin
J01RA07 Azithromycin, flukonazol a seknidazol
J01RA08 Tetracyklin a oleandomycin
J01RA09 Ofloxacin a ornidazol
J01RA10 Ciprofloxacin a metronidazol
J01RA11 Ciprofloxacin a tinidazol
J01RA12 Ciprofloxacin a ornidazol
J01RA13 Norfloxacin a tinidazol

## J01X Jiná antibakteriální léčiva

### J01XA Glykopeptidová antibiotika
J01XA01 Vankomycin
J01XA02 Teikoplanin
J01XA03 Telavancin
J01XA04 Dalbavancin
J01XA05 Oritavancin

### J01XB Polymyxiny
J01XB01 Kolistin
J01XB02 Polymyxin B

### J01XC Steroidní antibakteriální léčiva
J01XC01 Kyselina fusidová

### J01XD Imidazolové deriváty
J01XD01 Metronidazol
J01XD02 Tinidazol
J01XD03 Ornidazol

### J01XE Nitrofuranové deriváty
J01XE01 Nitrofurantoin
J01XE02 Nifurtoinol
J01XE03 Furazidin
J01XE51 Nitrofurantoin, kombinace

### J01XX Jiná antibakteriální léčiva
J01XX01 Fosfomycin
J01XX02 Xibornol
J01XX03 Klofoktol
J01XX04 Spektinomycin
J01XX05 Methenamin
J01XX06 Kyselina mandlová
J01XX07 Nitroxolin
J01XX08 Linezolid
J01XX09 Daptomycin
J01XX10 Bacitracin
J01XX11 Tedizolid

## Poznámka
- Registrované léčivé přípravky na území České republiky.
- Informační zdroj: Státní ústav pro kontrolu léčiv, Všeobecná zdravotní pojišťovna.